# Ruda János
Ruda János, Rudolf király kassai származású heroldja, térképész. Címzése: Joannes Ruda fecialis ét heroldus Hungáriáé. Ruda arcképét is ismerjük ezzel az aláírással: Joannes Ruda Cassovien-sis, Heroldus Hungaricus. D. Custos se. Alatta többsoros vers.

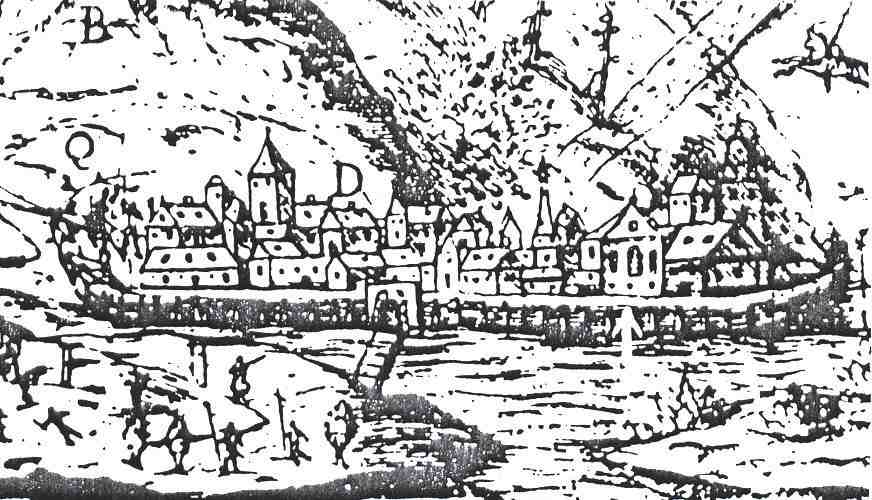
Ruda János metszete Esztergomról (1594)

1592-ben Prágából levelez Schneider Gáspár kassai polgárral, aki címert óhajtott elnyerni. Mint herold, egyben valószínűleg címerfestőként is működött. Az ostrom idején a környékbeli folyók, települések és domborzat feltüntetésével térképet készített Esztergom 1594-es ostromáról, Esztergom vára és városa címmel, melyet Custos Domokos 1594. évi metszete alapján ismerünk. Ez a magyar nyelvű kartográfia első terméke.